# Yves Pajot
Pour les articles homonymes, voir Pajot.
Yves Pajot est un skipper français né le 20 avril 1952 à La Baule-Escoublac.

## Biographie
Yves Pajot participe en Flying Dutchman aux Jeux olympiques d'été de 1972 et remporte la médaille d'argent olympique en compagnie de son frère Marc Pajot. Les deux hommes participent à la même épreuve aux Jeux olympiques d'été de 1976, obtenant la huitième place.
Yves Pajot est cofondateur de la société de construction maritime Fountaine-Pajot.

## Palmarès
- Médaillé d’argent en Flying Dutchman aux JO de Munich (Kiel) en 1972
- Champion du monde de 505 (1974)[1]
- Champion du monde de Flying Dutchman (1975)
- Médaillé d'or de Flying Dutchman aux Jeux méditerranéens de 1975 à Alger